# Мінкебе (національний парк)
Національний парк Мінкебе (фр. Parc National de Minkébé) — національний парк на крайньому північному сході Габону. Він займає площу 7570 км 2 і є найбільшим парком Габону. WWF визнав його територією, що потребує охорони, ще у 1989 році та активно працює над захистом лісу з 1997 року. Парк був створений як тимчасовий заповідник у 2000 році, а в серпні 2002 року офіційно отримав статус національного парку відуряду Габону. МСОП визнає його критично важливим місцем для збереження та було запропоновано внести його до списку Всесвітньої спадщини.

## Історія та менеджмент
Народ Фанг колись населяв територію Мінкебе. Зараз у парку немає постійного населення. Назва Minkébé походить від слова minkegbe, що означає «долини» або «канави». Історично парк був під контролем колишньої французької армії в 1920-х роках.
У 1997 році WWF започаткував програму управління та створив два головних центри управління лісами: один в Оємі, інший в Макоку. Центральний табір також був встановлений в гирлі річки Ноуна для управління заповідною територією.

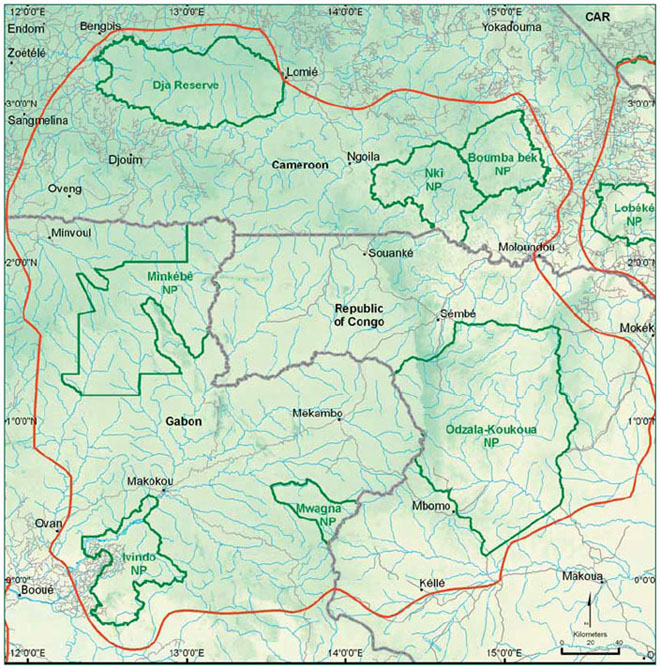
Лісовий басейн Конго під охоронною міжзоною ТРІДОМ. Національний парк Minkébé показаний на заході

Починаючи з 1997 року парк отримує кошти від DGIS (Нідерландської кооперації з питань розвитку) і CARPE (USAID), а WWF працював з іншими групами, щоб розробити способи управління та захисту біорізноманіття в парку. Парк отримав також кошти від Європейського Союзу, CARPE, ЮНЕСКО та Французького глобального екологічного фонду (FFEM).
WWF намагався створити комплекс охоронюваних територій у міжзоні між Габоном, Республікою Конго та Камеруном, і Мінкебе мав стати частиною процесу збереження в набагато ширшому географічному масштабі. Ця міжзона вважається одним із найбільш біологічно багатих лісів в Африці. Ця робота на регіональному рівні в міжзоні між Камеруном, Республікою Конго та Габоном відома як тринаціональний проект Dja-Odzala-Minkébé (TRIDOM), де кожна з країн взяла на себе зобов'язання співпрацювати, впроваджувати та керувати міжзоною. з метою сприяння збереженню природи та сталому розвитку. Зона TRIDOM охоплює 140 тис. км 2, що дорівнює приблизно 7,5 % лісів басейну Конго.
Незважаючи на те, що велика частина охоронюваної території залишилася незайманою, за останні роки вирубка габонської секвої значно зросла, в районах де були побудовані дороги. Вирубка часто є незаконною. В регіоні також працюють дві концесії на лісозаготівлі, які можуть загрожувати парку в майбутньому. Інші загрози для парку включають маломасштабний видобуток золота та незаконне полювання. Управління полюванням реалізується відповідно до протоколу, підписаного в Габоні між Міністерством лісового господарства Габону, губернаторством провінції Волеу-Нтем, Бордамур і селами, які безпосередньо беруть участь в охороні лісу. Протокол визнає інтереси природоохоронців, лісорубів і місцевих громад у питаннях, пов'язаних з полюванням і рибальством. Існує також стратегія управління мисливською діяльністю на північно-східній периферії парку між Міністерством лісового господарства, Міністерством шахт і місцевими представниками.
У 2007 році повідомлялося, що китайська компанія подала заявку на розробку другого за величиною родовища залізної руди в світі поблизу Національного парку Мінкебе. Щоб розчистити місце для видобутку корисних копалин, необхідно вирубати велику площу навколишнього лісу (приблизно 560 км2), завезти до 40 000 китайських робітників, які б швидше за все чинили б величезний тиск на довкілля (досвід подібних робіт в інших чатсинах Африки показує, що поряд з китайськими працівниками розвивається браконьєрство (нелегальна вирубка лісу та полювання на лісових тварин, як для м'яса так і для традиційної китайської медицини)) і будівництво греблі гідроелектростанції, щоб це стало можливим. Це може серйозно загрожувати майбутньому природоохоронної території, і WWF працює з китайськими та іншими гірничодобувними компаніями в Габоні, щоб спробувати знайти рішення.

## Географія
Сам ліс Мінкебе охоплює 30 тис. км2, що значно більше за площу національного парку. В Мінкебе існує велика різноманітність середовищ існування, від інсельбергових лісів, трав'янистих боліт, заплавних річкових лісів до вторинних лісів. У ландшафті парку домінують ізольовані скельні куполи з видом на навколишній ліс і багатовікові дерева. Велика кількість болотистих ділянок порушує лісовий покрив. У лісі Мінкебе протікають чотири основні річки, а також є луки зі слідами слонів. Доступ до парку в багатьох місцях сильно обмежений через явну відсутність інфраструктури в парку, що і допомогло захистити територію та залишити більшу її частину незіпсованою людським втручанням. 

## Дика природа

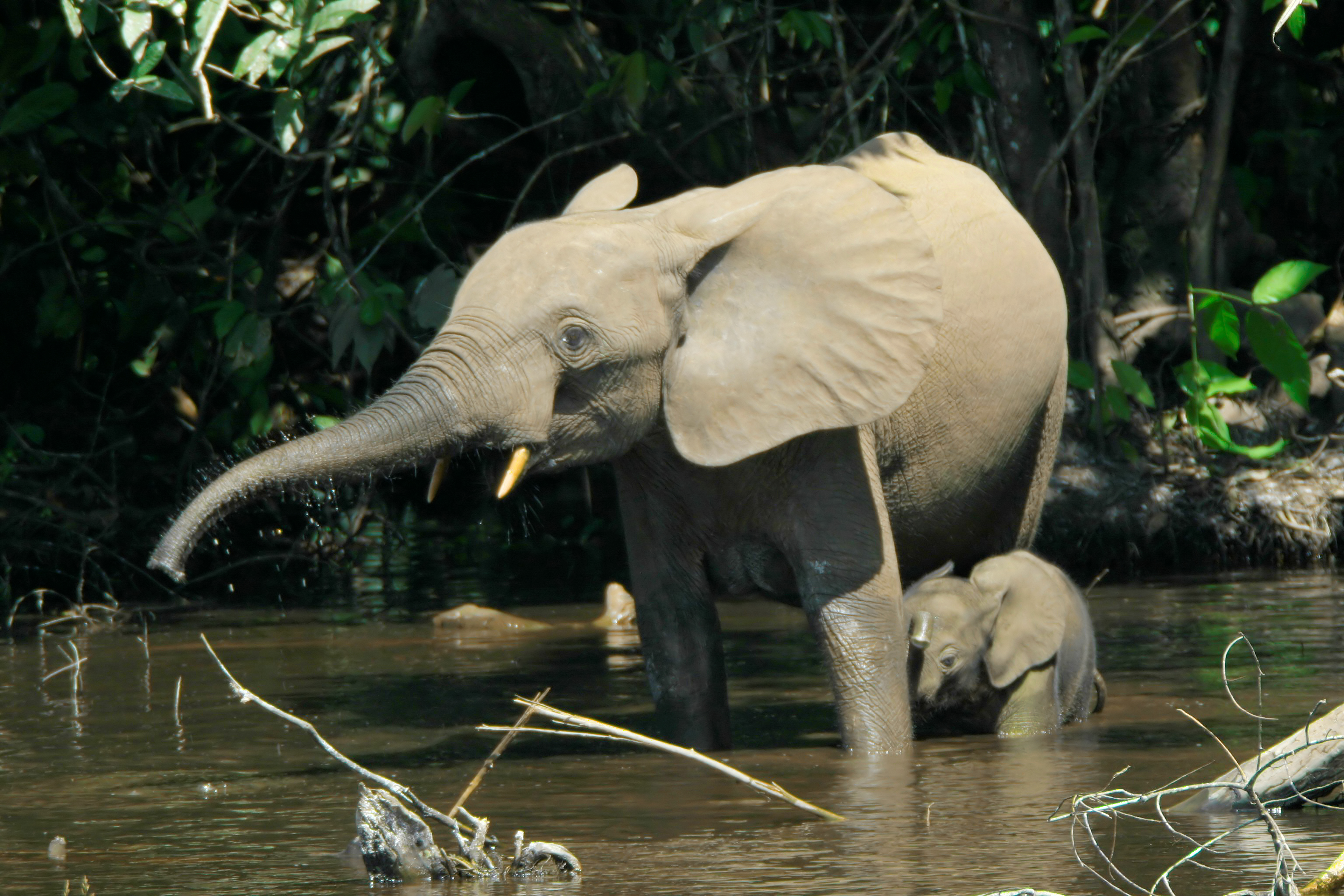
WWF вважає, що популяція лісових слонів є однією з найбільших в Африці

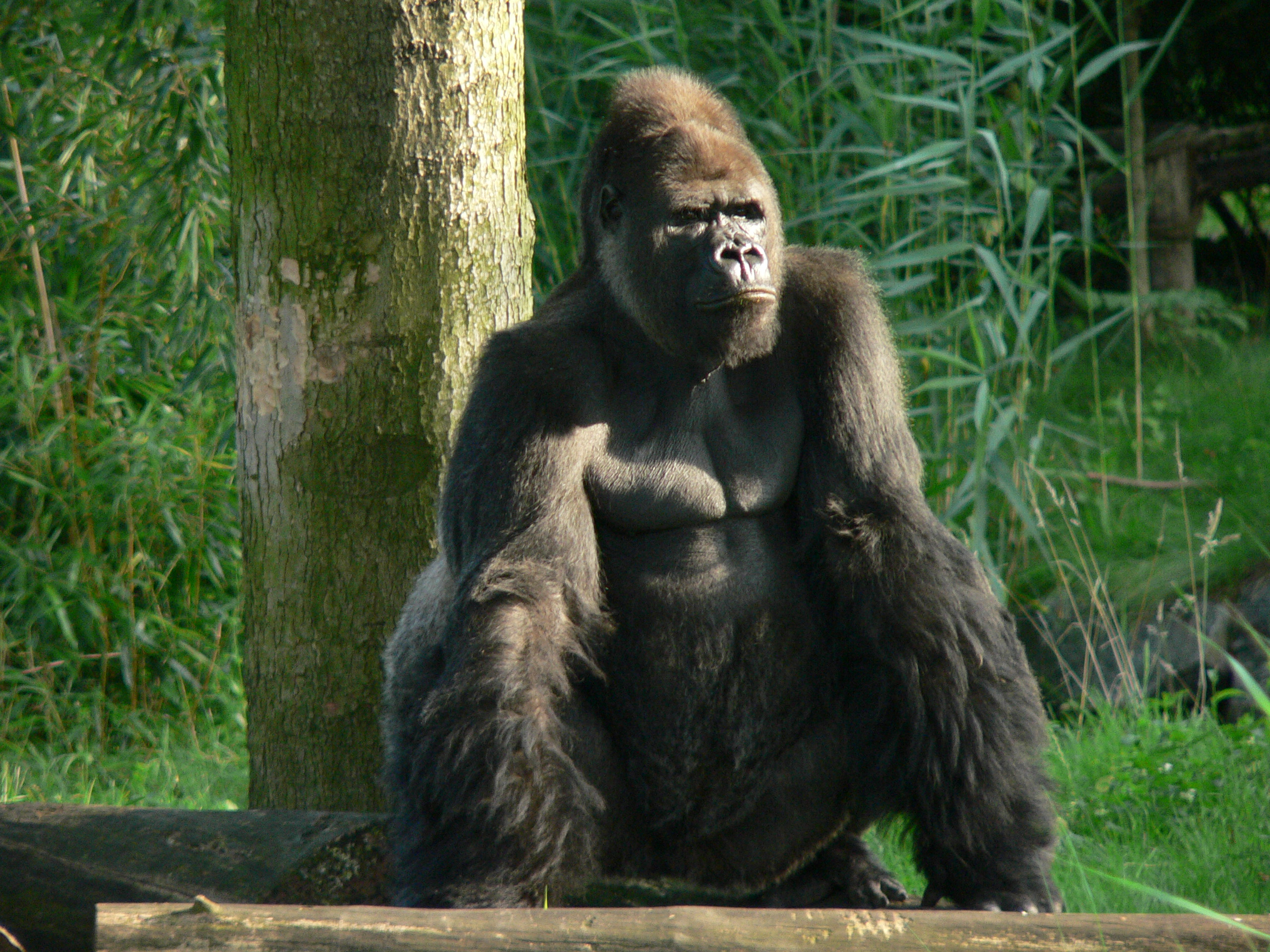
Західну рівнинну горилу в парку занесено до Червоного списку МСОП

Лісовий слон особливо важливий для парку, і, на думку WWF, він містить одну з найбільших популяцій в Африці. У парку мешкають слони, горили та різноманітні дрібні м'ясоїдні тварини, дикобрази, білки, африканські золоті коти, леопарди, гігантські панголіни, дуїкери та червоні річкові свині. Праліс населяють такі істоти, як мандрил, чорний колобус і шимпанзе. Західна рівнинна горила, шимпанзе, чорний колобус, мандрил і золотистий потто були занесені до Червоного списку МСОП. У прибережних районах лісу Мінкебе живуть істоти, які потребують водного середовища, зокрема карликовий крокодил, видра з плямистою шиєю, чубатий мангобей, сітатунга та водяний шевротайн. Заболочені території, вкраплені рослинністю, також включають місця проживання папуг і пітонів. У парку є деякі тварини, які рідко зустрічаються в Габоні, включаючи бонго та гігантську лісову свиню.
Незважаючи на те, що сам парк не заселений людьми постійно, популяції етнічних груп бака-пігмеїв, фангів, кота та квелів живуть у лісовому регіоні та мають багату культурну спадщину.
Види птахів, у тому числі ібіс строкатошиїй груддю і малімб помаранчевоволий, досить поширені в парку, а вид дерев Sterculia subviolacea зустрічається в національному парку і не зустрічається в інших місцях Габону.